# 井手上漠
井手上 漠（いでがみ ばく、2003年〈平成15年〉1月20日 - ）は、日本のタレント、ジェンダーレスモデル、メイクアップアーティスト。島根県隠岐郡海士町出身。ディスカバリー・ネクスト所属。

## 来歴
2003年（平成15年）1月20日、男性として出生。母によれば昔は男の子であったが、幼少期に出席した結婚式で花嫁のウェディングドレス姿に一目惚れして以来、女の子らしいものに興味を示すようになる。自身ではそれが自然体であったが、自身と周囲の見解との間にギャップがあることに気づき、思い悩み、葛藤したこともある。しかし、家族は井手上の個性を否定や拒絶することなく、常に尊重したことが力となっていたという。
海士町立海士中学校3年に在学中、自分が自分らしくあるためにはどのように心を保ち振る舞えばよいのか思慮した経験を元に、作文『カラフル』を書き綴った。作文を読んだ国語教師の薦めで、『第39回少年の主張全国大会』に出場。文部科学大臣賞を受賞した。
2018年、『第31回ジュノン・スーパーボーイ・コンテスト』に出場し、ファイナリストに選出される。DDセルフプロデュース賞を受賞すると、「可愛すぎるジュノンボーイ」（いわゆる男の娘）として注目を集めるようになった。
2019年、島根県の親善大使「遣島使（けんとうし）」に就任。その後、美肌日本一をアピールする同県のポスターにも起用された。
2019年10月21日、ディスカバリー・ネクストに専属所属することが発表された。
2021年1月20日、同年4月20日に初のフォトエッセイが講談社より発売されることが発表された。同日、本書の公式Twitterを開設。

- 同年3月22日、タイトルが『normal?』に決定したこと、また、予約数や注目度の反響などが大きかったこともあり、それに応える形で当初160ページの予定から224ページに増えることも併せて発表された。また、発売日前に重版が決定した。
- フォトエッセイ発売に伴い、初の展覧会『井手上 漠 展』を4月20日から5月10日まで名古屋PARCO、5月14日から30日まで福岡PARCOにて開催。

2021年3月1日、島根県立隠岐島前高等学校を卒業。卒業後は上京し、芸能活動に専念する意向を明らかにした。
2021年4月20日、フォトエッセイ『normal?』発売。同年5月3日付のオリコン週間BOOKランキング（ジャンル別「写真集」）で初登場3位にランクインした。
2021年10月12日、地上波テレビ番組の『超無敵クラス』（日本テレビ系列）にレギュラー出演。
2022年3月29日、井手上がプロデュースするジェンダーレスファッションブランド「BAAKU」（バーク）を2022年春夏シーズンより始動すると発表した。デザインは「MAISON ALTERNATIVE」が担当する。2021年に井手上がファッション誌で「MAISON ALTERNATIVE」が発表した男性用のワンピースを見てその経緯に興味を抱き、ラジオ番組『TOKYO SPEAKEASY』（TOKYO FM・JFN系列）にブランドデザイナーを招いて対談したことがBAAKU発足の切っ掛けとなった。
2023年8月18日、YouTubeチャンネルを開設し、国際メイクアップアーティスト検定1級を取得したことを報告した。
現状として、井手上自身は枠に当てはめられたくないという思いから「性別がない」という立場を取っている。したがって、井手上の自己認識は、従来の枠組みであるジェンダーレス、LGBTQ+、女装などとは全く異なっている。

## 人物
- X（旧Twitter）のプロフィールや挨拶では「性別ないです」と自己紹介している。これは心に女か男かの違いを感じていないためであり、自身が紹介される際にメディアでよく用いられる"ジェンダーレス"と感じているわけではない[29]。LGBTQ+というカテゴリも意識していない[30]。これは枠に当てはめられたくない、枠の中で生きていたくないという思いの表れである[30]。
- 島根県隠岐郡海士町出身。高校卒業まで同町に住んでおり、1日かけて東京に出向いていた[5][6]。
- 1つ年上の姉がいる[5]。
- 特技は歌・絵・バレーボール[5][6]。
- 実家に猫が2匹いるが、猫アレルギーのため猫に触ることが出来ない[31]。
- 憧れの人物は、渡辺直美[5]。
- 子供の頃から『プリキュア』が好きである[5]。
- 『少年の主張全国大会』に出場したきっかけは、国語の教師だけに見せるために作文を書いた際「これ、弁論大会に出してみない？」と言われたため[5]。
- 2020年1月15日、浜田市立弥栄中学校の読み聞かせ授業に関連し、『少年の主張全国大会』での弁論「カラフル」が読み上げられる[32]。
- 中学2年生の時の立春式で「少年の主張」を発表[33]。
- 『ジュノン・スーパーボーイ・コンテスト』に応募したきっかけは、島で唯一の診療所の先生に勧められたため[5][7]。1次審査ではSEKAI NO OWARIの「RAIN」を歌った[7]。
- 田中優吏による漫画『バクくん』のモデルである[34]。2020年8月6日に発売された単行本第2巻の帯に推薦コメントを寄稿した[35]。
- 高い地声は「高い声も低い声も両方出せる方が格好良い」と考え2年かけてトレーニングして得た賜物であり、特にホルモン治療などをして得たわけではない[36]。

## 出演

### テレビ番組
- 行列のできる法律相談所（2019年1月27日・3月17日、日本テレビ）[5][37]
- #ミレニアガール（2019年6月6日[38]・13日[39]、フジテレビ）
- チルテレ（2019年7月25日、BS日テレ）[13][40]
- 天才てれびくんhello（2020年12月22日、NHK Eテレ） - ▽天てれ×バリバラ 男らしさ女らしさってなに？[41]
- プレバト!! 俳句（2021年2月11日、毎日放送・TBS系列）
- ズームイン!!サタデー（2021年5月1日 - 29日、日本テレビ） - 2021年5月度・月替わりお天気キャスター[42][43]
- 普通とは（2021年6月11日、ABEMA）
- 超無敵クラス（2021年10月12日 - 、日本テレビ）[23]
  - 超無敵クラスSP「鉄腕DASHの桝太一参戦‼︎高校生水族館長ｖｓ石垣島の怪物」（2022年11月9日、日本テレビ）
- シュガー&シュガー (19) （2021年11月19日、NHK Eテレ）
- ひるおび!（2021年11月23日、TBS）
- 水バラ「	北の大地で激突！BINGO対決旅」（2022年6月1日、テレビ東京）
- 踊る!さんま御殿!!（2023年9月26日、日本テレビ）
- 情熱大陸「井手上漠（モデル・タレント）」（2024年2月11日、毎日放送・TBS系列）[44][45]

#### 過去
- ポップUP!（2022年4月5日 - 12月27日、フジテレビ） - 火曜日レギュラー[46]

### テレビドラマ
- 絶対BLになる世界VS絶対BLになりたくない男シーズン2「vs 美少女」（2022年3月20日、テレ朝チャンネル1） - 山崎 役[47]
- 警視庁・捜査一課長season6 第3話（2022年4月28日、テレビ朝日） - 揚田淳美 役[48]
- 僕らのミクロな終末（2023年1月30日 - 3月20日、朝日放送テレビ） - 嘉神めぐる / 嘉神まどか 役（二役）[49]
- セレブ男子は手に負えません（2024年1月21日 - 3月24日、朝日放送テレビ） - ルカ 役[50]
- 顔に泥を塗る 第6話（2024年8月31日、テレビ朝日） - ビューティーアドバイザー 役[51]
- 若草物語-恋する姉妹と恋せぬ私-（2024年10月6日 - 12月15日、日本テレビ） - 桃ちゃん 役[52]

### モデル
- イベント@大阪SHIBUYA109（2019年4月28日）
- GirlsAward 2019 SPRING/SUMMER（2019年5月18日）[6]
- 井手上漠 × PIVOT DOOR SUMMER COLLECTION 2019（2019年7月）
- しまね介護のココロ理解促進プロジェクト 夏休み介護の職場体験（2019年9月）[53][54][55]
- 桂由美ブライダルファッションショー（2019年11月2日） - ゲスト出演
- 第32回 ジュノン・スーパーボーイ・コンテスト 最終選考会（2019年11月24日） - ゲスト出演[12][56]
- 第30回 マイナビ 東京ガールズコレクション 2020 SPRING/SUMMER（2020年2月29日）[11][57][58]
- MUSIC POP BOY AUDITION特命アンバサダー[59]
- 島根県特殊詐欺被害防止広報大使（2020年8月1日に委嘱）[60]
- 隠岐 西郷税務署 電子申告推進ポスター（2021年1月26日、隠岐國商工会）[61]

### CM・広告
- アンファー「スカルプD まつげ美容液」スペシャルムービー（2019年5月）[62]
- アンファーpresents 新星・アイドル発掘ラジオ Shibuya Cross-FM（2019年5月5日）
- マンナンライフ「クラッシュ蒟蒻畑」『ストレートイート篇』（2019年9月）[63]
- JAしまね『島根米つや姫（食卓編）』（2019年10月 - ）[64]
- カネボウ化粧品「I HOPE KANEBO CONCEPT MOVIE CAST」（2020年1月1日 - ）[注 2][注 3][67][68]
- デジタルハリウッド大学「みんなを生きるな。自分を生きよう。2020篇」（2020年3月5日 - ）[注 4]
- KANEBO-IHOPE「生きるために、化粧をする」movie（2020年7月17日 - 8月2日）[71]
- ハルマリTOKYO（2020年11月20日）
- 資生堂「ワタシプラス」『“お母さんの色”を贈ろう』web動画CM（2021年4月7日 - ）[72][73]
- BAAKU（2022年3月 - ） - 井手上がプロデュースするファッションブランド
- ディップ - バイトル（アルバイト・パート求人情報サイト）のCMに出演

### WEB番組
- ケルベロスのくしゃみ - シーズン1エピソード2 - カテゴライズされない自分（2022年9月7日、Amazon Music）

### ラジオ
- 井手上漠のかわいい人（2021年4月8日 - 4月27日、AuDee） - パーソナリティ[74]
- 井手上漠 ベルガモットナイト（2021年10月19日 - 、文化放送『レコメン!』内コーナー）[75]

### ミュージックビデオ
- サカナクション「モス」（フジテレビ系 木曜劇場『ルパンの娘』主題歌）[4][11]
- さくらしめじ「合言葉」[76][77]
- カルxピン「桜歌」[78][79]

### 吹き替え
- ファースト・デイ わたしはハナ!（英語版）（2021年6月4日 - 、NHK Eテレ） - ハナ〈イーヴィー・マクドナルド〉 役[80]

## 書籍・写真集
- 授業づくりネットワーク37「多様性を受け止める教室」（2020年12月18日、学事出版） - 特別インタビュー 教室の中の多様性〜LGBTQを考える〜
- 教師のチカラ 48号 巻頭インタビュー
- 弁論カラフルがR7年度中学1年道徳教科書、p156教育出版。
- 書き下ろし「カラフルな世界で」がR7年度中学3年道徳教科書、p71日本文教出版。
- 北日本新聞社 Future VOL13インタビュー
- normal?（2021年4月20日、講談社） - フォトエッセイ。サカナクションの山口一郎が帯文を寄稿している[81]。
- 自信がつく美容、美容でつく自信（2025年2月26日、扶桑社）

## 受賞歴
- 平成27年度「わが家の一流シェフ in 隠岐」料理コンクールで「夏野菜のこじょうゆマリネ」が最優秀賞（2015年11月29日）[82][83]
- 第39回少年の主張全国大会 文部科学大臣賞（2017年11月12日）[84]
- 第31回ジュノン・スーパーボーイ・コンテスト DDセルフプロデュース賞（2018年11月25日）[85]
- 第36回ベストジーニスト2019 次世代部門（2019年10月15日）[3][4][86][87]
- 金賞受賞 島根県交通安全ポスターコンクール 平成26年度